# Josh Hope
Joshua ("Josh") Hope (Hobart, 7 januari 1998) is een Australisch voormalig voetballer die doorgaans speelde als middenvelder. Tussen 2017 en 2020 was hij actief voor Melbourne Victory.

## Clubcarrière
Hope was in zijn jeugd actief voor jeugdteams van de Tasmania Football Federation en de FFA Centre of Excellence. In 2016 kwam hij terecht in de opleiding van Melbourne Victory. Voor deze club debuteerde hij op 9 augustus 2017, toen in de FFA Cup met 1–5 gewonnen werd van Brisbane Roar. Mitchell Austin, James Troisi, Besart Berisha (tweemaal) en Mark Milligan scoorden voor Melbourne Victory, de tegengoal was van Peter Skapetis. Hope moest van coach Kevin Muscat op de reservebank beginnen en tien minuten voor tijd verving hij Troisi. Zijn eerste doelpunt volgde op 11 november 2018, in de A-League. Op die dag opende Keisuke Honda namens Melbourne Victory de score tegen Central Coast Mariners, waarna Troisi en Corey Brown de voorsprong uitbreidden. Mario Shabow scoorde tegen en in de blessuretijd bepaalde Hope op aangeven van Ola Toivonen de uitslag op 4–1. Hope besloot in november 2020 een punt achter zijn loopbaan als profvoetballer te zetten, vanwege aanhoudend negatieve reacties op sociale media.

## Clubstatistieken
| Seizoen | Club              | Competitie | Competitie | Competitie | Beker | Beker | Internationaal | Internationaal | Totaal | Totaal |
| Seizoen | Club              | Competitie | Wed.       | Dlp.       | Wed.  | Dlp.  | Wed.           | Dlp.           | Wed.   | Dlp.   |
| ------- | ----------------- | ---------- | ---------- | ---------- | ----- | ----- | -------------- | -------------- | ------ | ------ |
| 2017/18 | Melbourne Victory | A-League   | 5          | 0          | 2     | 0     | 5              | 0              | 12     | 0      |
| 2018/19 | Melbourne Victory | A-League   | 13         | 1          | 2     | 0     | 2              | 0              | 17     | 1      |
| 2019/20 | Melbourne Victory | A-League   | 9          | 0          | 1     | 0     | 1              | 1              | 11     | 1      |
| Totaal  | Totaal            | Totaal     | 27         | 1          | 5     | 0     | 8              | 1              | 40     | 2      |